# Craig Chester
Craig Chester (* 8. November 1965 in West Covina, Kalifornien) ist ein US-amerikanischer Schauspieler und Drehbuchautor.

## Leben
Chester wurde 1965 in West Covina, Kalifornien geboren. Nach seiner Schulzeit begann Chester in der Filmindustrie tätig zu werden. In den 1990er Jahren war er in verschiedenen Filmen als Schauspieler zu sehen. Des Weiteren schrieb Chester das Drehbuch für mehrere Independent-Filme. Chester lebt offen homosexuell in Kalifornien.

## Filmografie (Auswahl)
- 1992: Swoon
- 1993: Grief
- 1994: Out of Darkness
- 1995: Frisk
- 1996: I Shot Andy Warhol
- 1997: David Searching
- 1997: Kiss Me, Guido
- 1998: Shucking the Curve
- 1998: The Misadventures of Margaret
- 2005: Adam & Steve

## Preise und Auszeichnungen (Auswahl)
- Independent Spirit Awards 1993